# Armand Massard
	Armand Émile Nicolas Massard (Parijs, 1 december 1884 - aldaar, 9 april 1971) was een Frans schermer gespecialiseerd in het wapen degen.
Massard won tijdens de Olympische Zomerspelen 1920 de gouden medaille in individueel en brons met het degenteam, vier jaar later Acht jaar later won Massard met zijn ploeggenoten de zilveren medaille.
Massard was van 1933 tot en met 1967 voorzitter van het Comité National Olympique et Sportif Français. Massard was van 1946 tot en met 1969 lid van het Internationaal Olympisch Comité.

## Resultaten

### Olympische Zomerspelen
| Jaar | Plaats    | Resultaten                |
| ---- | --------- | ------------------------- |
| 1920 | Antwerpen | degen degen team          |
| 1924 | Parijs    | 5e degen                  |
| 1928 | Amsterdam | degen team HF poule degen |

1900: Ramón Fonst ·
1904: Ramón Fonst ·
1908: Gaston Alibert ·
1912: Paul Anspach ·
1920: Armand Massard ·
1924: Charles Delporte ·
1928: Lucien Gaudin ·
1932: Giancarlo Cornaggia-Medici ·
1936: Franco Riccardi ·
1948: Gino Cantone ·
1952: Edoardo Mangiarotti ·
1956: Carlo Pavesi ·
1960: Giuseppe Delfino ·
1964: Grigori Kriss ·
1968: Győző Kulcsár ·
1972: Csaba Fenyvesi ·
1976: Alexander Pusch ·
1980: Johan Harmenberg ·
1984: Philippe Boisse ·
1988: Arnd Schmitt ·
1992: Éric Srecki ·
1996: Aleksandr Beketov ·
2000: Pavel Kolobkov ·
2004: Marcel Fischer ·
2008: Matteo Tagliariol · 
2012: Rubén Limardo · 
2016: Park Sang-young · 
2020: Romain Cannone · 
2024: Koki Kano